# کاپیتان آمریکا: سرباز زمستان
کاپیتان آمریکا: سرباز زمستان (به انگلیسی: Captain America: The Winter Soldier) نام فیلمی ابرقهرمانی محصول سال ۲۰۱۴ آمریکا است که بر پایهٔ شخصیت کاپیتان آمریکای کتاب‌های مارول کامیکس و به کارگردانی برادران روسو ساخته شده‌است. این فیلم، دنبالهٔ کاپیتان آمریکا: نخستین انتقام‌جو (۲۰۱۱) و نهمین فیلم در دنیای سینمایی مارول محسوب می‌شود. فیلم‌نامهٔ این فیلم را کریستوفر مارکوس و استیون مک‌فیلی نوشته‌اند. کریس ایوانز در نقش کاپیتان آمریکا، اسکارلت جوهانسون، سباستین استن، آنتونی مکی، کوبی اسمالدرز، فرانک گریلو، امیلی ونکمپ، هایلی اتول، رابرت ردفورد و ساموئل ال. جکسون در این فیلم به ایفای نقش پرداخته‌اند. در این فیلم، کاپیتان آمریکا، بیوه سیاه و فالکون به دنبال گره‌گشایی توطئه‌ای هستند که علیه شیلد صورت گرفته‌است و در این بین، با یک آدم‌کش حرفه‌ای و رازآلود به نام سرباز زمستان روبه‌رو می‌شوند.
فیلم‌نامه در سال ۲۰۱۱ نوشته شد. برادران روسو در ژوئن ۲۰۱۲ برای کارگردانی این فیلم وارد مذاکره شدند و یک ماه بعد انتخاب بازیگران شروع شد. فیلم‌برداری در آوریل ۲۰۱۳ در لس‌آنجلس آغاز شد و بعد در واشینگتن و کلیولند ادامه یافت. با این که کارگردانان می‌خواستند از جلوه‌های ویژه کم‌تر استفاده شود، اما ۲٬۵۰۰ جلوهٔ ویژه برای این فیلم توسط شش کمپانی مختلف ساخته شد.
فرش قرمز کاپیتان آمریکا: سرباز زمستان، ۱۳ مارس ۲۰۱۴ در لس آنجلس برگزار شد و ۲۶ مارس ۲۰۱۴ به صورت جهانی و ۴ آوریل ۲۰۱۴، به صورت ۲بعدی، ۳بعدی و آی‌مکس ۳بعدی در آمریکای شمالی اکران شد. این فیلم در گیشه و نظر منتقدان موفق بود و نامزد دریافت جایزه اسکار بهترین جلوه‌های ویژه نیز شد. کاپیتان آمریکا: سرباز زمستان با فروش بیش از ۷۱۴ میلیون دلار به هفتمین فیلم پرفروش ۲۰۱۴ و ۲۸امین فیلم پرفروش ابرقهرمانی تبدیل شد. دنبالهٔ آن به نام کاپیتان آمریکا: جنگ داخلی به کارگردانی برادران روسو در ۶ مه ۲۰۱۶ اکران شد.

## داستان
دو سال پس از نبرد نیویورک، استیو راجرز در واشینگتن زیر نظر سازمان شیلد و مدیرش نیک فیوری کار می‌کند و سعی می‌کند تا به زندگی مدرن عادت کند. راجرز و رومانوف به همراه تیم ویژه ضدتروریستی شیلد به سرپرستی راملو به مأموریتی فرستاده می‌شوند تا کشتی‌ای که متعلق به شیلد است و خدمه‌اش به گروگان گرفته شده‌اند را آزاد کنند. در حین مأموریت، راجرز متوجه می‌شود رومانوف وظیفهٔ دیگری در این مأموریت داشته: استخراج اطلاعات از کامپیوترهای کشتی و فرستادن آن برای فیوری. راجرز به مقر اصلی شیلد برمی‌گردد و فیوری او را با پروژه اینسایت آشنا می‌کند: سه هلی کریر که متصل به ماهواره‌های جاسوسی هستند و برای منهدم کردن خطرات احتمالی طراحی شده‌اند. فیوری نمی‌تواند اطلاعات به دست آمده توسط رومانوف را رمزگشایی کند و راجع به این پروژه مشکوک می‌شود و از الکساندر پیرس، یکی از مقام‌های شیلد می‌خواهد اجرای این پروژه را به تأخیر بیندازد.
در راه قرار ملاقاتش با ماریا هیل، فیوری مورد حملهٔ عده‌ای به رهبری فرد مرموزی به نام سرباز زمستان قرار می‌گیرد. فیوری می‌گریزد و به آپارتمان راجرز می‌رود و به او هشدار می‌دهد که به شیلد نفوذ شده‌است. فلش مموری حاوی اطلاعاتی که از کشتی بازیابی شده بود را به راجرز می‌دهد و بعد سرباز زمستان به او تیر می‌زند. فیوری زیر عمل جراحی می‌میرد و هیل جسدش را می‌برد. روز بعد پیرس راجرز را به مقر اصلی شیلد می‌خواند. پیرس که متوجه شده اطلاعات در اختیار راجرز است، او را یک فراری می‌خواند و تحت تعقیب واحد ضدتروریستی شیلد قرار می‌گیرد. راجرز رومانوف را می‌بیند و با استفاده از اطلاعات روی فلش مموری، آن‌ها پناهگاه قدیمی شیلد را پیدا می‌کنند که در آن رایانه‌ای وجود دارد که اطلاعات مغز آرنیم زولا در آن آپلود شده‌است. زولا فاش می‌کند از زمانی که شیلد بعد از جنگ جهانی دوم تأسیس شد، هایدرا در آن نفوذ کرده‌است. راجرز و رومانوف قبل از آن‌که آن پناهگاه توسط موشک‌های شیلد منفجر شود از آن‌جا فرار می‌کنند. همچنین می‌فهمند که پیرس رهبر اصلی هایدراست که در شیلد نفوذ کرده‌است.
راجرز و رومانوف به پیش سم ویلسون می‌روند و از او کمک می‌خواهند. آن‌ها می‌فهمند که جاسپر سیت ول جاسوس هایدراست. سیت‌ول فاش می‌کند که زولا الگوریتمی نوشته که طبق آن افرادی که هم‌اکنون یا در آینده بخواهند برای هایدرا خطری ایجاد کنند را شناسایی می‌کند و قرار است همهٔ این افراد از طریق هلی کریرها (پروژه اینسایت) در یک آن از بین بروند. راجرز، رومانوف و ویلسون مورد حمله سرباز زمستان قرار می‌گیرند و سیت‌ول کشته می‌شود. هنگام مبارزه، راجرز پی می‌برد که سرباز زمستان همان باکی بارنز است، دوستی که در طول جنگ جهانی اسیر شده و مورد آزمایش قرار گرفته، در حالی که همه فکر می‌کردند او مرده است. هیل آن‌ها را از این معرکه نجات می‌دهد و آن‌ها را به خانهٔ امنی می‌برد که فیوری در آن منتظر آن‌هاست. فیوری به آن‌ها توضیح می‌دهد که چگونه مرگش را صحنه‌سازی کرده‌است. فیوری پیشنهاد می‌کند که آن‌ها با جاسازی چیپ‌های هلی کریرها این نقشه را متوقف کنند.
وقتی اعضای شورای جهانی امنیت در مقر اصلی شیلد گرد هم می‌آیند تا شاهد شروع کار هلی کریرها باشند، راجرز نقشهٔ هایدرا را برای همه برملا می‌کند. مشخص می‌شود که رومانوف یکی از اعضای شوراست که تغییر چهره داده. او پیرس را خلع سلاح می‌کند. فیوری می‌رسد و پیرس را مجبور می‌کند تا پایگاه اطلاعات شیلد را باز کند تا رومانوف بتوانند اطلاعات سری را در اختیار عموم قرار دهد. به دنبال یک درگیری، فیوری به پیرس شلیک می‌کند و او را می‌کشد. هم‌زمان کاپیتان آمریکا و شاهین موفق می‌شوند تا چیپ‌های دوتا از هلی کریرها را جایگزین کنند. اما سرباز زمستان بال‌های شاهین را منهدم می‌کند و جلوی کاپیتان آمریکا را برای خنثی‌سازی سومین هلی کریر می‌گیرد. راجر با او درگیر می‌شود و موفق می‌شود سومین چیپ را هم سر جایش بگذارد و هیل اختیار آن‌ها را در دست می‌گیرد و از حمله جلوگیری می‌کند. راجرز از درگیری با سرباز زمستانی امتناع می‌کند، زیرا او دوست قدیمی‌اش است. با نابودی هلی‌کریر، راجرز داخل رود پوتوماک می‌افتد و سرباز زمستان او را نجات می‌دهد و او را بی‌هوش رها می‌کند و خودش در جنگل ناپدید می‌شود. با نابودی شیلد، رومانوف در یک کمیته بازرسی حاضر می‌شود و از او بازجویی می‌شود. فیوری که هنوز همه فکر می‌کنند مرده است به اروپای شرقی می‌رود تا بازمانده‌های هایدرا را دنبال کند. راجرز و ویلسون تصمیم می‌گیرند تا سرباز زمستان را پیدا کنند، در همین حال راملو از انفجار مقر اصلی شیلد جان سالم به در برده در بیمارستان بستری می‌شود.
در صحنه‌های میان تیتراژ فیلم، بارون استراکر اعلام می‌کند که «عصر معجزه» آغاز شده در حالی که به گرزه‌ای پر از انرژی می‌نگرد. همچنین دو زندانی، یکی با سرعت فوق بشری و دیگری با قابلیت جابه‌جایی از اجسام از راه دور دیده می‌شوند. در صحنه‌های پس از تیتراژ فیلم، سرباز زمستان از یادبود باکی بارنز در مؤسسه اسمیتسونین دیدن می‌کند.

## بازیگران
- کریس ایوانز در نقش استیو راجرز / کاپیتان آمریکا
- اسکارلت جوهانسون در نقش ناتاشا رومانوف / بیوه سیاه
- سباستین استن در نقش باکی بارنز / سرباز زمستان
- آنتونی مکی در نقش سم ویلسون / شاهین
- کوبی اسمالدرز در نقش ماریا هیل
- فرانک گریلو در نقش کراس بونز
- امیلی ونکمپ در نقش شارون کارتر / مأمور ۱۳
- هایلی اتول در نقش پگی کارتر
- رابرت ردفورد در نقش الکساندر پیرس
- ساموئل ال. جکسون در نقش نیک فیوری

## تولید

### آماده‌سازی
«این کارگردانان را برای این فیلم استخدام کردیم، زیرا ایده ما را، یعنی ساختن یک تریلر سیاسی دهه هفتادی که نقابی از یک فیلم ابرقهرمانی بزرگ بر چهره دارد، دوست داشتند. درست مثل فیلم اول، وقتی جو جانستون را آوردیم گفتیم: 'می‌خواهیم یک فیلم جنگ جهانی دومی دهه چهلی بسازیم که نقابی از یک فیلم ابرقهرمانی بزرگ بر چهره دارد.' این مسئله را دوست دارم که داریم دنباله‌ای می‌سازیم که با این فیلم اول از لحاظ ژانر بسیار متفاوت است. فکر می‌کنم جالب باشد. در کمیک همیشه این کار را انجام می‌دهند.»

—کوین فیگ، تهیه‌کنندهٔ کاپیتان آمریکا: سرباز زمستان
در آوریل ۲۰۱۱ و پیش از انتشار کاپیتان آمریکا: نخستین انتقام‌جو، کریستوفر مارکوس و استیون مک‌فیلی اعلام کردند که مارول کار بر روی دنبالهٔ این فیلم را آغاز کرده‌است. در سپتامبر ۲۰۱۱، کریس ایوانز گفت که دنباله احتمالاً تا پیش از سال ۲۰۱۴ منتشر نمی‌شود. در ژانویه ۲۰۱۲، نیال مک‌دوناف که در نخستین انتقام‌جو در نقش دام دام دوگان بازی کرده بود، گفت که فیلمبرداری این فیلم احتمالاً پس از ساخته شدن ثور: دنیای تاریک شروع خواهد شد. تا مارس ۲۰۱۲، مارول سه گزینه برای کارگردانی این فیلم داشت: جرج نلفی، اف. گری گری و برادران روسو. استودیو سینمایی والت دیزنی اعلام کرد که دنبالهٔ کاپیتان آمریکا: نخستین انتقام‌جو ۴ آوریل ۲۰۱۴ منتشر خواهد شد. دیزنی اعلام کرد که «فیلم دوم از جایی آغاز می‌شود که داستان انتقام‌جویان تمام می‌شود و استیو راجرز به همکاری خود با شیلد و نیک فیوری ادامه می‌دهد، در حالی که خود را با دنیای جدید تطبیق می‌دهد.» در ماه آوریل، اف. گری گری تصمیم گرفت تا فیلم یک‌راست بیرون از کامپتون را کارگردانی کند و از بین گزینه‌ها کنار رفت.

### نوشتن
مک‌فیلی گفت که پروسه نوشتن فیلم‌نامه اواسط ۲۰۱۱ و حدوداً زمان انتشار نخستین انتقام‌جو آغاز شد. او در این‌باره گفت: «ما امیدوار بودیم که فیلم دوم هم ساخته شود و همین‌طور برای خودمان گزینه‌های مختلفی را امتحان می‌کردیم.» چند ماه نخست نوشتن روندی سینوسی داشت، اما بعد از زمانی که خلاصه داستان نوشته شد، داستان تغییر زیادی نکرد. آن‌ها تصمیم گرفتند تا داستان را در دنیای امروزی قرار دهند و ابتدا چندین سکانس فلش‌بک جنگ جهانی هم در آن قرار دادند، اما بعداً تصمیم گرفتند آن‌ها را حذف کنند، زیرا فکر می‌کردند که فیلم به‌هم‌ریخته می‌شود. آن‌ها می‌خواستند فیلم به صورت «کاپیتان علیه دنیایی که در آن زندگی می‌کنیم» باشد و هم‌زمان مقداری کمدی نیز به آن اضافه کنند، زیرا کاپیتان متعلق به این زمان نیست. دیگر خواستهٔ آن‌ها این بود که فیلم به واقعیت بیشتر نزدیک باشد و از نظر عناصر فانتزی بین کاپیتان آمریکا و انتقام‌جویان تفاوت وجود داشته باشد. البته داستان‌های کمیک‌بوک‌های کاپیتان آمریکا، این مسئله را تضمین کرده بودند که این فیلم نمی‌تواند کاملاً پای‌بند بر واقع‌گرایی باشد. این مسئله به خصوص در مورد معرفی آرنیم زولا در این فیلم مؤثر بود، زیرا عناصر علمی‌تخیلی فیلم را افزایش می‌داد.

## بازخورد

### گیشه
کاپیتان آمریکا: سرباز زمستان ۲۵۹٫۸ میلیون دلار در آمریکای شمالی و ۴۵۴٫۳ میلیون دلار در دیگر نقاط جهان فروخت و فروش کلی ۷۱۴٫۴ میلیون دلار را ثبت کرد و به پنجمین فیلم پرفروش سال ۲۰۱۴ تبدیل شد.

### منتقدین
وبسایت راتن تومیتوز اعلام کرد که با بررسی نظر ۲۲۲ منتقد، ۸۹٪ آن‌ها دربارهٔ فیلم نظر مثبت داشته‌اند و به آن به صورت میانگین نمرهٔ ۷٫۵ از ۱۰ داده‌اند. متاکریتیک بر اساس نظر ۴۴ منتقد به این فیلم نمرهٔ ۷۰ از ۱۰۰ داده است. سینما سکور هم اعلام کرد که تماشاگران، به این فیلم به صورت میانگین نمرهٔ A داده‌اند.

## دنباله
کاپیتان آمریکا: جنگ داخلی در ۶ مه ۲۰۱۶ و با کارگردانی برادران روسو به نمایش درآمد. ایوانز یک بار دیگر نقش کاپیتان آمریکا را تکرار کرد و رابرت داونی جونیور در نقش مرد آهنی، چادویک بوزمن در نقش پلنگ سیاه، جرمی رنر در نقش شاهین‌چشم، اسکارلت جوهانسون در نقش عنکبوت سیاه، سباستین استن در نقش باکی بارنز و الیزابت اولسن در نقش جادوگر سرخ به ایفای نقش پرداختند.